# Kabinett Özal II
Das Kabinett Özal II war die 46. Regierung der Türkei, die vom 21. Dezember 1987 bis zum 9. November 1989 durch Ministerpräsident Turgut Özal geleitet wurde. Sie war die zweite zivile Regierung nach dem Militärputsch vom 12. September 1980 und wurde nach dem Sieg der Mutterlandspartei (Anavatan Partisi; ANAP) bei der Wahl vom 29. Oktober 1987 gebildet.
Am 31. Oktober 1989 wurde Özal zum  Staatspräsidenten der Türkei gewählt. Sein Nachfolger im Amt des Ministerpräsidenten wurde Yıldırım Akbulut mit dem Kabinett Akbulut.

## Minister
| Titel                                                              | Name                                        | Partei                                                             | Amtszeit |
| ------------------------------------------------------------------ | ------------------------------------------- | ------------------------------------------------------------------ | --- |
| Ministerpräsident                                                  | Turgut Özal                                 | ANAP                                                               | 21. Dezember 1987 – 31. Oktober 1989 |
| Stellvertretender Ministerpräsident                                | Kaya Erdem Ali Bozer                        | ANAP                                                               | 21. Dezember 1987 – 5. Januar 1989 30. März 1989 – 9. November 1989                                                                                  |
| Staatsminister                                                     |                                             |                                                                    | |
| Kazım Oksay Güneş Taner                                            | ANAP                                        | 21. Dezember 1987 – 30. März 1989 30. März 1989 – 9. November 1989 | |
| Abdullah Tenekeci Işın Çelebi                                      | ANAP                                        | 21. Dezember 1987 – 30. März 1989 30. März 1989 – 9. November 1989 | |
| Veysel Atasoy Kamran İnan                                          | ANAP                                        | 21. Dezember 1987 – 26. Juni 1989 26. Juni 1989 – 30. März 1989    | |
| Ali Bozer                                                          | ANAP                                        | 21. Dezember 1987 – 30. März 1989                                  | |
| Yusuf Bozkurt Özal Ismail Özarslan                                 | ANAP                                        | 21. Dezember 1987 – 30. März 1989 30. März 1989 – 9. November 1989 | |
| Adnan Kahveci Saffet Sert                                          | ANAP                                        | 21. Dezember 1987 – 30. März 1989 30. März 1989 – 9. November 1989 | |
| Mehmet Yazar                                                       | ANAP                                        |                                                                    | |
| Cemil Çiçek                                                        | ANAP                                        |                                                                    | |
| Nihat Kitapçı                                                      | ANAP                                        | 21. Dezember 1987 – 6. Juli 1988                                   | |
| Ercüment Konukman                                                  | ANAP                                        | 30. März 1989 – 9. November 1989                                   | |
| Justizminister                                                     | Oltan Sungurlu Mehmet Topaç Oltan Sungurlu  | ANAP                                                               | 21. Dezember 1987 – 27. Juni 1989 21. Dezember 1987 – 30. März 1989 30. März 1989 – 9. November 1989                                                 |
| Verteidigungsminister                                              | Ercan Vuralhan Safa Giray                   | ANAP                                                               | 21. Dezember 1987 – 30. März 1989 30. März 1989 – 9. November 1989                                                                                   |
| Innenminister                                                      | Mustafa Kalemli Abdülkadir Aksu             | ANAP                                                               | 21. Dezember 1987 – 30. März 1989 30. März 1989 – 9. November 1989                                                                                   |
| Außenminister                                                      | Mesut Yılmaz                                | ANAP                                                               | |
| Finanzminister                                                     | Kurtcebe Alptemoçin Ekrem Pakdemirli        | ANAP                                                               | 21. Dezember 1987 – 30. März 1989 30. März 1989 – 9. November 1989                                                                                   |
| Minister für Bildung, Jugend und Sport                             | Hasan Celal Güzel Avni Akyol                | ANAP                                                               | 2. März 1989 – 30. März 1989 30. März 1989 – 9. November 1989                                                                                        |
| Minister für öffentliche Arbeiten                                  | Safa Giray Cengiz Altınkaya                 | ANAP                                                               | 21. Dezember 1987 – 30. März 1989 30. März 1989 – 9. November 1989                                                                                   |
| Minister für Gesundheit und Sozialhilfe                            | Bülent Akarcalı Nihat Kitapçı Halil Şıvgın  | ANAP                                                               | 21. Dezember 1987 – 27. Juni 1989 27. Juni 1989 – 30. März 1989 30. März 1989 – 9. November 1989                                                     |
| Minister für Landwirtschaft, Forsten und dörfliche Angelegenheiten | Hüsnü Doğan Lütfullah Kayalar               | ANAP                                                               | 21. Dezember 1987 – 30. März 1989 30. März 1989 – 9. November 1989                                                                                   |
| Verkehrsminister                                                   | Ekrem Pakdemirli Cengiz Tuncer              | ANAP                                                               | 21. Dezember 1987 – 30. März 1989 30. März 1989 – 9. November 1989                                                                                   |
| Minister für Arbeit und soziale Sicherheit                         | İmren Aykut                                 | ANAP                                                               | |
| Minister für Industrie und Handel                                  | Şükrü Yürür                                 | ANAP                                                               | |
| Minister für Kultur und Tourismus                                  | Tınaz Titiz Ilham Aküzüm Namık Kemal Zeybek | ANAP                                                               | 21. Dezember 1987 – 30. März 1989 30. März 1989 – 9. November 1989 (zuständig für Tourismus) 30. März 1989 – 9. November 1989 (zuständig für Kultur) |
| Minister für Energie und natürliche Ressourcen                     | Fahrettin Kurt                              | ANAP                                                               | |